# Severance (film)
Pour les articles homonymes, voir Severance.
Pour plus de détails, voir Fiche technique et Distribution.
Severance, ou Coupures au Québec, est un film britannique réalisé par Christopher Smith, sorti en 2006.

## Synopsis
Sept commerciaux britanniques se rendent dans les montagnes Mátra de Hongrie pour un week-end organisé par leur entreprise, une firme d'équipement militaire, ayant pour but de renforcer leur esprit d'équipe. L'ambiance n'est pas au beau fixe. Leur bus s'arrête devant un arbre tombé en travers de la route. Le chauffeur refuse de prendre un chemin de terre à travers les bois et, après une dispute, part en laissant le groupe terminer le chemin à pied. Le gite réservé pour leur week-end est délabré et désert mais Richard, le supérieur hiérarchique du groupe, les persuade de rester. Harris et Jill racontent des histoires selon lesquelles un gaz neurotoxique de leur entreprise a été utilisé pour pacifier l'endroit lorsqu'il était un asile ou une prison selon leurs versions. Gordon trouve une tarte qu'il sert à table mais Steve y trouve une dent humaine.
Cette nuit-là, Jill voit quelqu'un les surveiller. Le groupe ne trouve personne mais tout le monde, sauf Richard, est d'accord pour qu'ils quittent le gîte. Le lendemain matin, Richard envoie Harris et Jill chercher le chauffeur de bus, à condition que les autres participent à un paintball. Harris et Jill trouvent le bus abandonné et le chauffeur de bus mort. Pendant ce temps, Gordon tombe dans un piège à ours. Après des tentatives infructueuses pour ouvrir le piège, la jambe gauche de Gordon est amputée sous le genou. Harris et Jill arrivent avec le bus et chargent tout le monde. Sur le chemin, des chausse-trappes sont lancées devant le bus, ce qui cause un accident. Harris est projeté hors du bus et décapité par un tueur masqué à la machette. Jill est capturée et attachée à un arbre, puis arrosée d'essence et brûlée vive. Les autres retournent au gîte.
Un homme masqué attrape Gordon et le transporte au sous-sol. Découvrant le passage, les quatre commerciaux restants explorent le sous-sol, qui mène à une prison souterraine. Billy et Maggie trouvent Gordon mort et se font tirer dessus. Ils se cachent dans une cellule, où Billy meurt d'une blessure à la poitrine. Steve se cache tandis que Richard s'échappe dans les bois. Pendant que le tueur cherche Steve, Maggie le surprend avec un couteau, mais elle traverse le plancher instable. Le tueur vise Maggie, mais Steve la sauve en le poignardant dans le dos. Maggie l'achève.
Maggie et Steve sortent du gîte en se croyant désormais en sécurité, mais découvrent que d'autres tueurs armés les attendent dehors. Ils fuient dans les bois et trouvent Richard, qui a marché sur une mine et ne peut pas se déplacer sans la faire exploser. Richard guide Maggie et Steve à travers le champ de mines. Les tueurs utilisent une branche tombée pour passer au-dessus du champ de mines près de Richard. Celui-ci se sacrifie, se faisant sauter avec deux des tueurs. Steve et Maggie arrivent dans un autre gîte, celui où ils étaient attendus. À l'intérieur, ils trouvent leur patron, George, qui fait la fête avec deux escort girls. George sort un prototype de lance-missiles et tire sur les tueurs, mais le missile se verrouille sur un avion qui les survole à ce moment, le détruisant. Le groupe prend la fuite et George est pris dans un piège et tué.
Maggie et Steve, blessés, parviennent à tuer trois de leurs assaillants. Maggie est poursuivie par un tueur au lance-flammes, le dernier de leurs assaillants, dans un camp de prisonniers abandonné. Là, Maggie se casse la jambe, mais est sauvée quand l'une des escorts abat le tueur. Steve, Maggie et les escorts partent en barque sur le lac voisin.

## Fiche technique
- Titre : Severance
- Réalisation : Christopher Smith
- Scénario : James Moran et Christopher Smith
- Musique : Christian Henson
- Photographie : Ed Wild
- Montage : Stuart Gazzard
- Décors : John Frankish
- Costumes : Stephen Noble
- Production : Jason Newmark, Alexandra Arlango, Steve Christian, Michael Kuhn, Malcolm Ritchie et Jill Tandy
- Sociétés de production : Dan Films et Qwerty Films
- Sociétés de distribution : Pathe (UK), Magnolia Pictures (US)
- Budget : 10 000 000 $[1]
- Pays d'origine : Royaume-Uni
- Langue : anglais
- Format : Couleurs - 1,85:1 - Dolby Digital EX - 35 mm
- Genre : Horreur
- Durée : 90 min
- Dates de sortie : 19 mai 2006 (marché du film de Cannes), 25 août 2006 (Royaume-Uni), 18 octobre 2006 (France)
- Classification : interdit aux moins de 12 ans lors de sa sortie en France

## Distribution
- Laura Harris (VF : Sandra Valentin) : Maggie
- Danny Dyer (VF : Charles Pestel) : Steve
- Tim McInnerny (VF : ) : Richard
- Babou Ceesay (VF : Daniel Lobé) : Billy
- Toby Stephens (VF : Pierre Tessier) : Harris
- Andy Nyman : Gordon
- Claudie Blakley (VF : Laëtitia Lefebvre) : Jill
- David Gilliam : George
- Juli Drajkó : Olga
- Judit Viktor : Nadia
- Sándor Boros : le chauffeur de car

## Accueil
Le film a été un échec commercial, rapportant environ 5 515 000 $ au box-office mondial pour un budget de 10 000 000 $. En France, il a réalisé 151 346 entrées.
Il a reçu un accueil critique plutôt favorable, recueillant 64 % de critiques positives, avec une note moyenne de 6,1/10 et sur la base de 89 critiques collectées, sur le site agrégateur de critiques Rotten Tomatoes. Sur Metacritic, il obtient un score de 62/100 sur la base de 23 critiques collectées.

## Distinctions
Il a remporté le prix du meilleur scénario au festival Fantasporto, le prix spécial du jury au festival international du film fantastique de Puchon et le prix du public au festival du film de Philadelphie.

## Autour du film
- Severance est le deuxième film de Christopher Smith, dont le premier film était Creep avec Franka Potente et Vas Blackwood.
- Le tournage s'est déroulé en Hongrie et sur l'Île de Man.

## Commentaires
Pour une bonne part, Severance puise son inspiration dans les codes du survival, sous-genre horrifique initié en 1972 par Délivrance de John Boorman, à nouveau très en vogue dans les années 2000. Teinté d'un humour noir particulièrement corrosif, le film de Christopher Smith développe en outre une "violente" satire du monde de l'entreprise dans la directe lignée de celle proposée par Ricky Gervais et Stephen Merchant dans leur série anglaise à succès The Office (2001).
Essentiellement tourné en décors naturels en Hongrie, le film gagne une charge de menace supplémentaire en perdant son lot de personnages britanniques dans ce cadre de forêt dense typique de l'Europe centrale.